# Kuželovitost

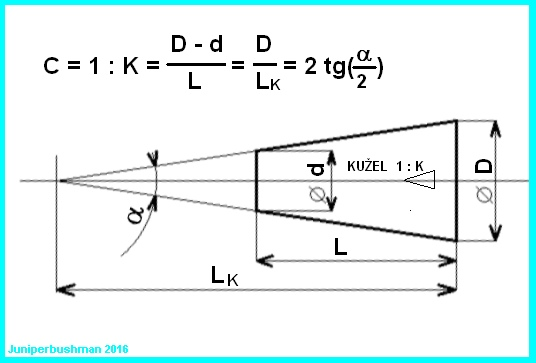
Definice kuželovitosti

Kuželovitost je veličina udávající sklon povrchové přímky kuželové plochy k základně kužele. (Podobně jako jehlanovitost pro jehlan.) Tato veličina se užívá např. ve strojírenství, obvykle pro kužele s vrcholovým úhlem menším než 30°. Kuželovitost vypočítáme podle vzorce:
{\displaystyle C=(D-d)/L=2\operatorname {tg} \left({\frac {\alpha }{2}}\right)}
Kde C značí kuželovitost, D průměr větší základny, d průměr menší základny (počítáme-li s komolým kuželem), α je vrcholový úhel a L vzdálenost mezi podstavami, nebo výška kužele. 
Na technických výkresech se používá k značení kuželovitosti výraz 1 : K, kde K = 1/C, se slovním označením KUŽEL. Kromě tohoto označení se používá okótování vrcholového úhlu nebo jeho poloviny, kde je možno uvést i jeho toleranci. To platí zejména pro kužele, jejichž úhel je přímo definován ve stupních jako celé číslo, například α = 20°, 30°, 45°, 60°… Výjimečně se kuželovitost zapisuje jako poměr v jiné formě než 1 : K, například kužel ISO strmý – 3,5 : 12 nebo 7 : 24. 

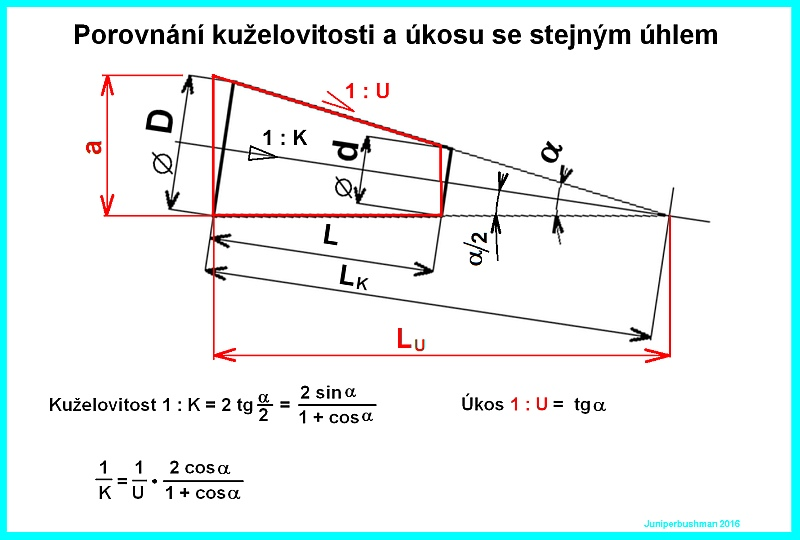
Stejné úhly mají u kuželovitosti a úkosu různou hodnotu 1 : K a 1 : U.

| 1 : K         | Vrcholový úhel α | Použití                                                                              |
| ------------- | ---------------- | ------------------------------------------------------------------------------------ |
| 1 : 3         | 18°55´29´´       | Vřetena brusek                                                                       |
| 1 : 3,4286    | 16°35´39´´       | Kužel ISO strmý – 3,5 : 12                                                           |
| 1 : 4         | 14°15´00´´       | Konce vřeten hrotových a revolverových soustruhů                                     |
| 1 : 5         | 11°25´16´´       | Konce hřídelů pomocných přístrojů, konce brousících vřeten, kotouče třecích spojek … |
| 1 : 10        | 5°43´29´´        | Kuželové konce hřídelů, kužele kohoutů, stavitelná ložisková pouzdra …               |
| 1 : 12        | 4°46´19´´        | Uložení rad. valivých ložisek s kuželovou dírou                                      |
| 1 : 19,002 až | ----             | Kužele Morse                                                                         |
| až 1 : 20,047 | ----             | -- "" --                                                                             |
| 1 : 20        | 2°51´51´´        | Metrické upínací kužele                                                              |
| 1 : 50        | 1°08´45´´        | Kuželové kolíky                                                                      |
|               | Poznámka         |                                                                                      |